# Allande
Allande (en asturiano y eonaviego Ayande) es un concejo español de la comunidad autónoma del Principado de Asturias. Su capital es Pola de Allande (La Puela). Limita al norte con Villayón, al sur con Cangas del Narcea e Ibias, al este con Tineo y al oeste con Illano, Pesoz, Grandas de Salime y Negueira de Muñiz (Lugo). Cuenta con una población de 1530 habitantes (INE 2024).
La mayor parte de su territorio está declarada desde 1994 como paisaje protegido Sierra de Carondio y Valledor. Destacan de entre sus riquezas forestales los tejos centenarios de Santa Coloma, de Lago y de Bustantigo, además del alcornocal de Boxo, todos ellos declarados monumentos naturales.
Es uno de los municipios en los que se habla eonaviego (o gallego-asturiano).

## Geografía
El concejo de Allande es un concejo del interior de la parte occidental de Asturias, que en un corto tramo limita con Galicia. De forma irregular, tiene unas dimensiones en dirección E-O de unos 25,7 km —desde el río Arlanza hasta la presa de Salime—y en la N-S de 31,85 km —desde el pico Cogolla al pico Estaxón.
La mayor parte de su territorio es parte del paisaje protegido Sierra de Caronio y Valledor, siendo monumentos naturales los centenarios tejos de Santa Coloma, de Lago y de Bustantigo, y también el Alcornocal [sufreiral] de Boxo. La deforestación y el abandono de los cultivos tradicionales como el cereal y el viñedo han orientado su economía hacia la ganadería, centrada en la cabaña bovina y caballar. Se mantiene, no obstante, alguna área agrícola residual y destinada al autoconsumo. En menor medida también sigue siendo un recurso económico la industria maderera.
Sus límites administrativos son:
- al norte, con los concejos de Illano, Villayón y Tineo. El límite con Illano comienza en la ribera derecha del río Navia, en la confluencia con el río Lloredo, para seguir la divisoria de la sierra de Carondio, que luego forma el límite con el concejo de Villayón hasta descender al río del Oro/Ouro, que en un corto tramo es límite municipal, hasta recibir al pequeño río de Robadoira, y seguir luego al pico La Cogolla  (785 m) y al pico Mancebón  (1035 m), pico compartido por Allande, Tineo y Villayón. Luego el límite septentrional, ya con Tineo, se vuelve al sur, por la divisoria de la sierra de Leirosa hasta el pico Quemado (1161 m) y luego al sureste, siguiendo la sierra de Fonfaraón hasta alcanzar el río Arganza.
- al este y sur, con Cangas del Narcea e Ibias. Sigue después el límite municipal el curso ascendente del Arlanza (con pequeños entrantes y salientes) hasta la confluencia con su afluente el río Camba, que sigue hasta su nacimiento en la cumbrera de la sierra de Valledor, que sigue al sur, pasando por los picos Orúa (1387 m), peña Dereita (1322 m), la Vieja (1342 m), Gargalois (1312 m), Lampazoa (1343 m) y Piqueiras/Piqueiru  (1343 m). Aquí se vuelve al oeste, pasando por los picos de cerro Badán y de la Gubía, para cruzar luego la AS-29 en el alto del Pozo de las Mujeres Muertas hasta llegar al pico Fulgurrarrubia  (1308 m) y el Estaxon  (1308 m), un pico compartido por Allande, Cangas e Ibias. Ya en el límite con Ibias, baja la arista hasta cruzar nuevamente la carretera AS-29 en el Alto de Valvaler  (a 1116 m), y seguir una pequeña línea de cumbres hasta alcanzar el pico Busbeirón (1286 m), en la s[i]erra de Gallardo.
- al oeste, con Negueira de Muñiz (Lugo), Grandas de Salime y Pesoz. Desde el Busbeirón el límite municipal es, en un corto tramo, también límite provincial, con el municipio lucense de Negueira de Muñiz. Sigue hacia el norte la cumbrera de la s[i]erra de Gallardo, por peña de la Madera (1216 m), pico Privafornelas (1091 m) y la Peñona (985 m), donde desciende una vallina hasta alcanzar el valle del Palo que sigue hasta llegar al río del Oro/Ouro y volver de nuevo a Asturias. Al cruzar el río comienza el límite con Grandas de Salime, remontando una corta arista hasta el pico de Valiel  (868 m), describiendo una corta vuelta por peña Palanca  (1229 m) y bajando esta vez hacia el oeste hasta llegar a la presa de Salime en el Navia. Aquí el límite seguirá aguas abajo el Navia separándolo del concejo de Pesoz hasta llegar finalmente a la confluencia con el río Lloredo.

### Orografía
El territorio de Allande es extremadamente montañoso y accidentado, con una altitud media elevada, siendo utilizadas en su día casi todas las laderas para un aprovechamiento agrícola. Queda dividido en dos partes por la alineación de dirección NNE-SSO de las sierras de Leirosa, Los Lagos y Valcárcel, que supera los 1300 m. Al oeste de este eje, hay varias sierras más paralelas, aisladas y también de dirección NNE-SSO: primero el cordal de Berducedo —que limita el valle del Oro/Ouro— y la corta sierra del Palo, y luego la sierra de Gallardo (límite con Galicia), la sierra de Muriellos y la sierra de Carondio-sierra de Busmayor, con cumbres son superiores a los 1200 m, ya en el límite con Villayón-Illano.
Al este del citado eje, las alineaciones montañosas son transversales, delimitando cortos valles y angostas cañadas, como la sierra de Fonfaraón, al norte, y siguiendo en dirección sur, los montes Panchón, la sierra de Iboyo (límite con Cangas de Narcea) y ya en el extremo meridional, los picos de la Gubia y los picos de cerro Badán, en el límite Cangas-Ibias.
El techo del concejo es el pico Panchón/Panḷḷón de 1416 m, en los montes Panchón, no lejos de la capital municipal.

### Hidrografía
El eje de dirección NNE-SSO ya citado, el que forman las alineaciones montañosas de las sierras de Leirosa, Los Lagos y Valcárcel, constituye la divisoria de aguas entre la cuenca del Navia, al oeste, y la del Narcea, al este. El río Navia es, en un corto tramo límite municipal, pero nunca se adentra en el concejo; vierten en él el río del Oro/Ouro —con sus afluentes, el río de la Cereza, el río Trabaces y el río Valledor—, y el río Carondio.
En el otro lado del eje, hacia el río Narcea y el este, la mayor parte drena a través del río Arganza y de sus cortos afluentes, los ríos Nisón y su afluente Fresnedo, el Prada, el Meirúa-Albaniecha, el Comba, el Eirrondo (el propio Arganza en su curso alto) y el río Pomar (este ya fuera de Allande).

### Climatología
Su clima está marcado por su orografía, ya que en las sierras altas es húmedo y frío y en las zonas bajas un poco más templado, teniendo que destacar el valle del Valledor y el valle del Navia, que poseen un microclima al ser un valle cerrado y orientado al sur. Estos valles presentan un clima más suave y con menos precipitaciones, lo que le permite tener en su suelo especies de tipo mediterráneo.

## Flora y fauna
Sobre su compleja orografía de origen paleozoico, se extiende una nutrida vegetación de robledales, de hayas, de castaños y de abedules. Aunque la flora autóctona ha sido en parte sustituida por repoblaciones de pinos y eucaliptos. Una gran fauna de jabalíes, urogallos, rapaces, liebre, corzos e incluso algún oso completa la riqueza natural de Allande.

## Historia

### Prehistoria y Edad Antigua
La más antigua presencia humana que se detectó en su territorio, son grupos neolitizados, que han dejado su huella en la arquitectura megalítica, de la que procede la conocida piedra dolménica de A Tumba el Castellín. Son de destacar los conjuntos tumulares presentes en algunas sierras del municipio, entre los que sobresale el de La Carreiriega de los Gallegos, en la sierra de Carondio, con 34 túmulos reconocidos en torno a una antigua ruta ganadera.
Otro periodo bien representado en las tierras allandesas corresponde a la llamada cultura castreña, y de la que sólo el castro de San Ḷḷuís ha sido excavado, pudiendo documentarse una secuencia de habitación que arrancaría de momentos finales del Bronce Final (s. VIII a. C.), continuando intensamente durante la Edad del Hierro, siendo luego ocupado también por los romanos, momento en el cual el castro debía estar en directa relación con las minas de oro situadas en el territorio circundante, metal que fue precisamente el acicate para la ocupación romana de estos territorios. Estas explotaciones auríferas han dejado multitud de vestigios y huellas en el paisaje de Allande, siendo impresionante la cantidad de metros cúbicos de tierra y piedras que fueron removidas.
En líneas generales podemos agrupar las minas de esta zona en tres conjuntos: el primero, la zona del Altu'l Palu en donde se hallan las conocidas A Cova de Xan Rata, La Fana la Freita y el túnel de Montefurao. Otro conjunto estaría en el valle del río del Oro tributario del Navia, y el último grupo estaría en torno al castro de San Ḷḷuís. Estas últimas explotaciones debieron empezar en el siglo I y cesar al comienzo del siglo III.
En el año 2008 se publicó la presencia de un campamento militar romano en El Alto de Moyapán que podría cumplir la función de reconocimiento y control de las explotaciones auríferas del área de Bustantigo.

### Edades Media y moderna
Sigue un periodo poco conocido, es posible que por su situación haya estado bajo el control del reino suevo y luego del visigodo. Las primeras referencias documentales son del siglo X, pero en su mayor se trata de documentos falsos, pero ya en el siglo XI, ciertas entidades eclesiásticas monásticas comenzaron a dejar sentir su influencia económica y feudalizante en esta zona. Destaca el influjo del monasterio de San Juan de Corias que contaba en 1044 con una dotación de abundantes tierras allandesas, pero habrá otros monasterios que cada vez acapararon más tierras, destacando así, el de Santa María de Celón. También el cabildo catedralicio disponía de propiedades en la comarca durante la Baja Edad Media. No faltaron los conflictos por los diezmos del arciprestazgo de Allande y la iglesia de Oviedo, así tenemos un ejemplo con la iglesia de San Salvador de Oviedo entre los años 1262 y 1269. El Obispo Pedro otorga a los hombres del concello de Allande dependientes de la Iglesia, todo cuanto halla en su propiedad para que puedan "fazer pobla" imponiendo como fuero la cantidad de 110 maravedíes al año, esta decisión debía de surtir efecto pues para 1277 aparece Allande entre los pueblos del occidente asturiano que establece hermandad con la villa de Avilés para prestarse ayuda en el mantenimiento del orden en sus territorios. También debió influir en el desarrollo el privilegio otorgado por Alfonso IX, ya que este concejo fue paso en la peregrinación del Camino de Santiago.
Durante el reinado de Fernando IV de Castilla, el concejo de Allande fue moneda de cambio que utilizaba la corona para pagar sus servicios a los leales, particularmente a la familia Quiñones. Contra estas concesiones protestaron los vecinos y en 1378 un representante de Allande estuvo presente en la Junta General reunida en Oviedo para rechazar estas prerrogativas impuestas.
Del dominio de la familia Quiñones pasó a Rodrigo de la Rúa y Cienfuegos — contador mayor de los Reyes Católicos y posteriormente de la Reina Juana y de Carlos V—, que en 1515, junto con el coto de Muros de Pravia, compra Allande a Francisco Fernández de Quiñones, II conde de Luna, título otorgado por Enrique IV en 1466. Un descendiente suyo llamado casi igual que él —Rodrígo González de la Rúa y Cienfuegos—, tomó posesión del señorío de Allande, como legítimo sucesor, en 11 de septiembre de 1621. Casó con María Doriga Valdés Llano y Osorio, hermana entera de García de Valdés Osorio Dóriga y Tineo, de las casas de Valdés-de-Cangas-de-Tineo y Lanio ( también dicho Laneo, en el concejo de Salas), señor de Marcel de Peñalba (concejo de Salas), a quien Felipe IV el 14 de diciembre de 1646 otorgó el título de I conde de Marcel de Peñalva, con el vizcondado previo de San Pedro Mártir de la Vega del Rey. Ante la falta de descendencia del II conde de Marcel de Marcel de Peñalba, ese condado recaerá en Rodrigo González de la Rúa Cienfuegos y Valdés, nieto de Rodrígo González de la Rúa y Cienfuegos. Se unen de esta manera las casas de Valdés y Lanio a la de Cienfuegos. La prerrogativas señoriales de los Cienfuegos sobre Allande fueron de las que más perduraron en el tiempo, pese a su progresiva supresión a favor del poder real
La presencia del concejo de Allande en la Junta General no fue siempre continuada y su representación fue ejercida por algún miembro de la casa Cienfuegos.
Los tiempos modernos no trajeron grandes transformaciones ya que en el siglo XVIII continuaba siendo fundamentalmente un concejo agrario. El escaso complemento industrial, estaba en los mazos hidráulicos que se utilizaban para estirar el hierro, situados en El Mazu d'Arriba, El Mazu d'Abaxu, Colobredo y La Ponte. Todos ellos eran propiedad de un viejo poder feudal: el conde de Peñalba, señor de Cienfuegos. Si hay algo que llama la atención de la evolución histórica moderna de Allande es la resistencia antiseñorial protagonizada por sus vecinos, hay continuas quejas y recursos contra el conde, hasta que en 1742 el concejo de Allande será castigado por su resistencia con el "perpetuo silencio". En 1744 se dictan unas ordenanzas en las que se reconoce el señorío de la casa de Cienfuegos.

### Edad Contemporánea

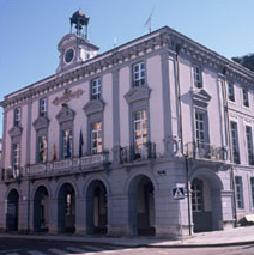
Casa consistorial

El siglo XIX traerá la guerra de la independencia que afectara al término al ser cruzado por las tropas francesas. La Constitución de Cádiz traerá la deseada autonomía concejil para Allande liberada de la interferencia señorial. Durante este siglo la actividad agraria se mantiene igual y la industria del hierro se reconvertirá en tres herrerías, que en la década de los ochenta se ven obligados a cerrar ante la competencia de las factorías industriales con los altos hornos.
La guerra civil española afecta de forma marginal al concejo, quedando a un lado de la penetración de las columnas gallegas de los sublevados. Si tuvo cierta incidencia posterior la actividad de las guerrillas, sobre todo las operaciones de la partida de Serafín Fernández, más conocido como "el Santeiro".
Los siglos XIX y XX, están marcados por su descenso demográfico, debido a la emigración transoceánica que fue parada momentáneamente, coincidiendo con la construcción del salto de agua de Salime, aunque esta recuperación no duró mucho ya que el embalse cerraba sus tradicionales canales de comunicación y convirtió todo el Valledor, en un fondo de saco que provocó el abandono de pueblos enteros. Sus pobladores se dirigen en su emigración hacia Europa y hacia el centro industrial de Asturias.
En la actualidad, el despoblamiento continúa, marcado por el envejecimiento de la población.

## Demografía
Allande cuenta con una población de 1530 habitantes (INE 2024).
Los datos de la pirámide de población de 2023 se pueden resumir así:
- La población menor de 20 años es el 7,65 % del total.
- La comprendida entre 20-40 años es el 15,55 %.
- La comprendida entre 40-60 es el 27,31 %.
- La mayor de 60 años es el 49.49 %.

Su índice de envejecimiento es de 709,20. (7 personas de 65 o más años por cada menor de 15). En año 2023 hubo 4 nacimientos en el concejo frente a 30 defunciones.
| Gráfica de evolución demográfica de Allande entre 1842 y 2021                                                       |
| |
| Población de derecho según los censos de población del INE Población de hecho según los censos de población del INE |

Es uno de los concejos con menor densidad de población de toda Asturias (4,47 hab./km²). Como el resto de zonas rurales asturianas la evolución demográfica del concejo es negativa. En el siglo XX hubo dos periodos en los que perdió gran parte de su población. El primero va de 1900 a 1930, donde gran parte de sus habitantes emigró a América, sobre todo a Cuba, Puerto Rico, Argentina y República Dominicana. El segundo comienza en 1960 y es debido a la industrialización del país, que motivó que el concejo perdiera casi las dos terceras partes de su población.

## Economía
Todo el movimiento demográfico afectó a su economía, estando en franco retroceso las prácticas agrícolas, disminuyendo la superficie cultivada, dedicándose la mayor parte de las tierras a las plantas de forraje, y en consecuencia a una explotación del ganado vacuno, dominando la raza asturiana para carne. Se celebran grandes ferias de ganado que van del 8 de mayo al 29 de septiembre denominadas: San Miguel de mayo y San Miguel de septiembre.
En el año 2022, la renta media disponible era de 17 277 €, siendo uno de los concejos con menor renta disponible de Asturias. En cuanto a actividad empresarial, Allande cerró 2024 con 92 empresas, 15 empresas menos que en 2020.

## Comunicaciones
La capital municipal, Pola de Allande, está situada a 106 km de Oviedo, a 136 km de Gijón y a 99 km de Avilés. La red viaria del concejo está integrada por:
- carreteras regionales:
  -  AS-14 : Grandas de Salime - Pola de Allande - Puente del Infierno
- carreteras comarcales:
  -  AS-29 : San Antolín de Ibias - Pozo de las Mujeres Muertas - La Regla de Perandones
  -  AS-217 : Tineo - Pola de Allande
  -  AS-219 : Luarca - Pola de Allande
- carreteras locales de 1.er orden
  -  AS-34 : Berducedo - San Martín del Valledor - San Salvador del Valledor - Pozo de las Mujeres Muertas
  -  AS-364 : La Reigada - Bustantigo - Lendequintana - Puente Polea
  -  AS-365 : San Martín del Valledor - Villarpedre
- carreteras locales de 2.º orden
  -  ALL-1 : Pola de Allande - Cereceda - Villagrufe - Pradiella - Prada
  -  ALL-2 : Riovena - Celón - Presnas - Pumar - Santa Eulalia - Villaverde - El Valle - Abaniella - Peruyeda - Iboyo
  -  ALL-3 : Puente Linares - Linares - Villavaser - Campo del Río

## Administración y política

### Gobierno municipal
En el concejo de Allande, el partido que más tiempo ha gobernado es el PSOE. La actual alcaldesa es María Victoria López Villamarzo, del Partido Popular.
| Periodo   | Nombre                          | Partido | Partido                                    |
| --------- | ------------------------------- | ------- | ------------------------------------------ |
| 1979-1983 | José Álvarez de la Prida        |         | Candidatura Allandesa Independiente (CAI)  |
| 1983-1983 | Miguel Ángel García Pérez       |         | Candidatura Allandesa Independiente (CAI)  |
| 1983-1987 | Antonio García Linares          |         | Alianza Popular (AP)                       |
| 1987-1991 | María Cristina Pérez Rodríguez  |         | Alianza Popular (AP)                       |
| 1991-1991 | José Blanco Villanueva          |         | Partido Popular (PP)                       |
| 1991-2003 | Jesús Jardón Rodríguez          |         | Federación Socialista Asturiana (FSA-PSOE) |
| 2003-2004 | Luis Miguel Álvarez Menéndez    |         | Partido Popular (PP)                       |
| 2004-2023 | José Antonio Mesa Pieiga        |         | Federación Socialista Asturiana (FSA-PSOE) |
| 2023-act. | María Victoria López Villamarzo |         | Partido Popular (PP)                       |

| Partido político    | Partido político                                                    | 1979   | 1983   | 1987   | 1991   | 1995   | 1999   | 2003   | 2007   | 2011   | 2015   | 2019   | 2023   |
| Partido político    | Partido político                                                    | Ediles | Ediles | Ediles | Ediles | Ediles | Ediles | Ediles | Ediles | Ediles | Ediles | Ediles | Ediles |
|                     | Federación Socialista Asturiana (FSA-PSOE)                          | 0      | 5      | 5      | 6      | 6      | 6      | 4      | 8      | 7      | 6      | 5      | 4      |
|                     | Alianza Popular (AP)-Partido Popular (PP)                           | 0      | 6      | 6      | 5      | 5      | 5      | 5      | 2      | 1      | 1      | 1      | 4      |
|                     | Allandeses Independientes (ALLI)                                    | —      | —      | —      | —      | —      | —      | —      | —      | —      | 1      | 2      | 1      |
|                     | Más por Allande (MxA)                                               | —      | —      | —      | —      | —      | —      | —      | —      | —      | —      | 1      | —      |
|                     | Foro Asturias (FAC)                                                 | —      | —      | —      | —      | —      | —      | —      | —      | 3      | 1      | 0      | —      |
|                     | Candidatura Independiente de las Tierras Allandesas (CITA)          | —      | —      | —      | —      | —      | —      | —      | 1      | —      | —      | —      | —      |
|                     | Agrupación Independiente de Allande (AIDA)                          | —      | —      | —      | —      | —      | —      | 2      | —      | —      | —      | —      | —      |
|                     | Unión de Centro Democrático (UCD)-Centro Democrático y Social (CDS) | 6      | 0      | 0      | 0      | —      | —      | —      | —      | —      | —      | —      | —      |
|                     | Candidatura Allandesa Independiente (CAI)                           | 7      | —      | —      | —      | —      | —      | —      | —      | —      | —      | —      | —      |
| Total de concejales | Total de concejales                                                 | 13     | 11     | 11     | 11     | 11     | 11     | 11     | 11     | 11     | 9      | 9      | 9      |

### Organización parroquial
El concejo de Allande se divide en 17 parroquias:
- Berducedo
- Besullo (Bisuyu)
- Bustantigo
- Celón (Zalón)
- Lago (Llago)
- Linares (Ḷḷinares)
- Lomes (Ḷḷomes)
- Parajas (Paraxes)
- Pola de Allande (La Puela)
- San Emiliano (Santo Miyao)
- Santa Coloma (Santa Colomba)
- San Martín del Valledor (Samartín)
- San Salvador del Valledor
- Villagrufe (Viḷḷagrufe)
- Villar de Sapos (Viḷḷar de Sapos)
- Villavaser (Viḷḷabaser)
- Villaverde (Viḷḷaverde)

## Cultura

### Arte

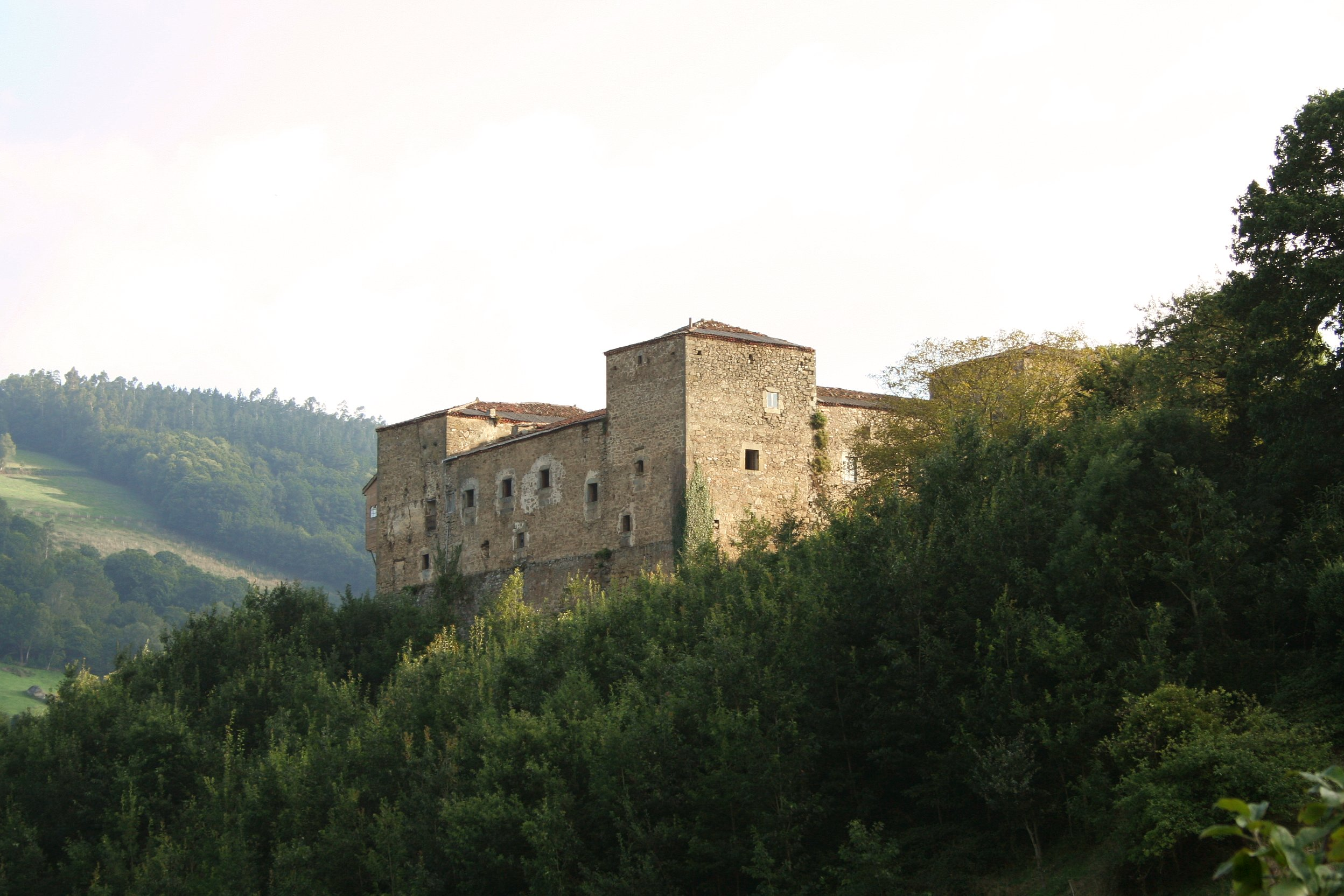
Palacio de Cienfuegos o Peñalba

En Allande encontramos varias muestras de la cultura megalítica, como la piedra dolménica de Pola de Allande, túmulos como los de Fanfaraón y numerosos castros como el de San Luis, de donde procede la tosca cabeza de guerrero conservada en el museo del castro de Coaña, o el de Castello en Berducedo, donde fue descubierta la única arracada o pendiente prerromano que se conoce en Asturias, de oro y compuesto por dos laminas en forma de media luna con filigranas y granulado que configuran cenefas.
En la arquitectura religiosa y señorial hay numerosos testimonios, entre los que destacan:
- La iglesia de Celón, de estilo románico de principios del siglo XIII, consta de una sola nave rectangular y ábside con bóveda, que guarda en su presbiterio unas importantes pinturas murales de la Pasión de Cristo y Coronación de la Virgen del siglo XVI, de un artista desconocido, al que se le denominó maestro Celón.
- La iglesia de San Andrés de Pola de Allande, a pesar de sus añadidos modernos, es una obra de principios del siglo XVI, con muy buenos trazos arquitectónicos y un retablo manierista que nos recuerda la escuela de Berruguete.

En su arquitectura civil destaca:
- El Palaciu, o palacio de Cienfuegos, situado en una colina que domina la villa de Pola de Allande. Su primera construcción fue en el siglo XIV, reedificada en el XVI por el nuevo señor de Cienfuegos. Consta el palacio de tres torres y planta en L, con un aspecto exterior muy sobrio por su carácter defensivo. Nuevamente reformado en el XVIII para adaptarlo a residencia palaciega del conde de Peñalba, el aspecto de total desornamentación sólo se atenúa en el patio rectangular y sin pórticos, en cuyos ángulos se adosa al primer piso una galería corrida de madera, apoyada en gruesa y tosca columna de mampostería.
- Casa torre de San Emiliano, es una torre cuadrangular de tres plantas del siglo XVI, que tiene dos cuerpos adosados, uno al sur de dos plantas y de similar construcción y otro al oeste ya posiblemente del siglo XVIII.
- También del siglo XVI es la Torre de San Martín de Valledor, casa cuadrangular de tres pisos con el escudo de la familia construida en sillarejo y mampostería, su simetría está marcada en un eje central que es la puerta con dintel y sobre ella podemos observar el escudo.

Hay otras casonas como la casa-palacio de los Flórez, hoy convertida en casa de labor, y que está dispuesta en torno a un núcleo central torreado y realizado en mampostería con sillares enmarcando vanos, que en la fachada principal son de rejería.
Es de destacar el Ayuntamiento de Pola de Allande, obra de Regino Pérez de la Sala construido en 1907, con tipología clásica de este tipo de edificios: pórticos con arcos, balcón destacado, escudo y reloj. En su decoración destacan: frontones curvos y rectos, y pilastras acanaladas.

#### Arquitectura indiana
Por último, se debe hacer especial mención a la arquitectura indiana, presente en la capital del concejo, con excelentes ejemplos construidos en la primera mitad del siglo XX. Destacan el palacete de los sucesores de Donato Fernández, también llamada Villa Rosario; la singular casona de los Ramos - Ron, obra del arquitecto cangués José Gómez del Collado, cuyas dos grandes torres dominan el núcleo urbano; el palacete de los Olalla - Valledor, cuya construcción presenta detalles de la arquitectura suiza de montaña, obra del arquitecto Julio Galán Gómez; o el Chalet de Las Veigas, propiedad de la familia Rodríguez Valledor, de estilo modernista, obra del arquitecto Ignacio Álvarez-Castelao.
El hórreo allandés
Los hórreos y paneras de este concejo tienen cubiertas de pizarra en los tejados, salvo los del valle de Arganza, que pueden ser de teja. Las paneras fueron sustituyendo a los hórreos a mitad del siglo XVIII, a medida que se difunde el cultivo del maíz y se necesitan corredores más largos para secar el maíz.
Lo que sí se destaca es el especial estilo de decoración de los hórreos en Allande, definido por motivos geométricos inscritos en grandes círculos, (cuatro comas dentro de un círculo). El diseño más complicado no surge hasta el siglo XVII, en el que aparecen rostros, de rasgos estilizados con los ojos almendrados. Su esplendor lo alcanza en el siglo XIX y va decayendo a medida que se hacen más complejas, pues al añadirse corredores no tiene sentido tallar motivos que van a quedar ocultos. Por el contrario la ornamentación del corredor se va enriqueciendo con balaustras torneadas y tablas recortadas con cenefas de temas vegetales o geométricas.
Las mejores muestras de esta arquitectura se dan en los pueblos de San Martín de Beduledo, Linares, Argancinas, Puentenuva.

### Festividades
Se celebran diversas fiestas en el concejo, aunque las principales son las de Nuestra Señora de Avellano o L'Ablanu en Pola de Allande del 7 al 10 de septiembre y las de Nuestra Señora de Bedramón el 15 de agosto, en el santuario del mismo nombre del siglo XVII en el que hay una fuente que según dice la leyenda tiene propiedades curativas para el bocio.
También destacan las de San Jorge de Monón el 29 de junio, San Pedro de Valbona el 29 de junio, Santa Isabel en Berducedo el primer domingo de julio, San Cristóbal en Campo el Río el segundo domingo de julio, San Salvador en San Salvador del Valledor el 6 de agosto, San Roque en Fonteta los días 16, 17 y 18 de agosto y las fiestas en honor a la Virgen del Rosario en San Emiliano el segundo sábado de octubre.